# Emmenanthe penduliflora
Emmenanthe penduliflora är en strävbladig växtart som beskrevs av George Bentham. Emmenanthe penduliflora ingår i släktet Emmenanthe och familjen strävbladiga växter. Utöver nominatformen finns också underarten E. p. rosea.

## Bildgalleri

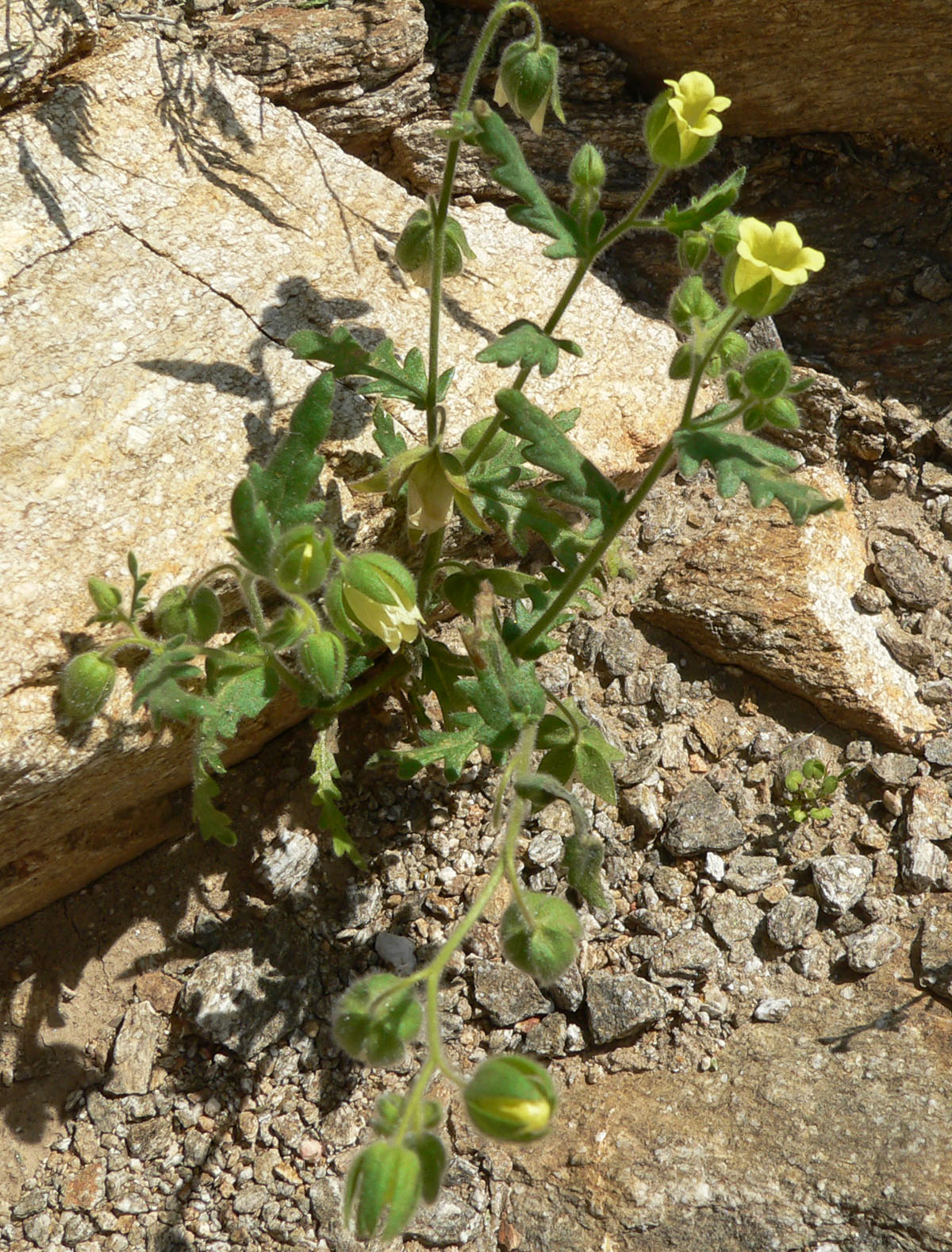
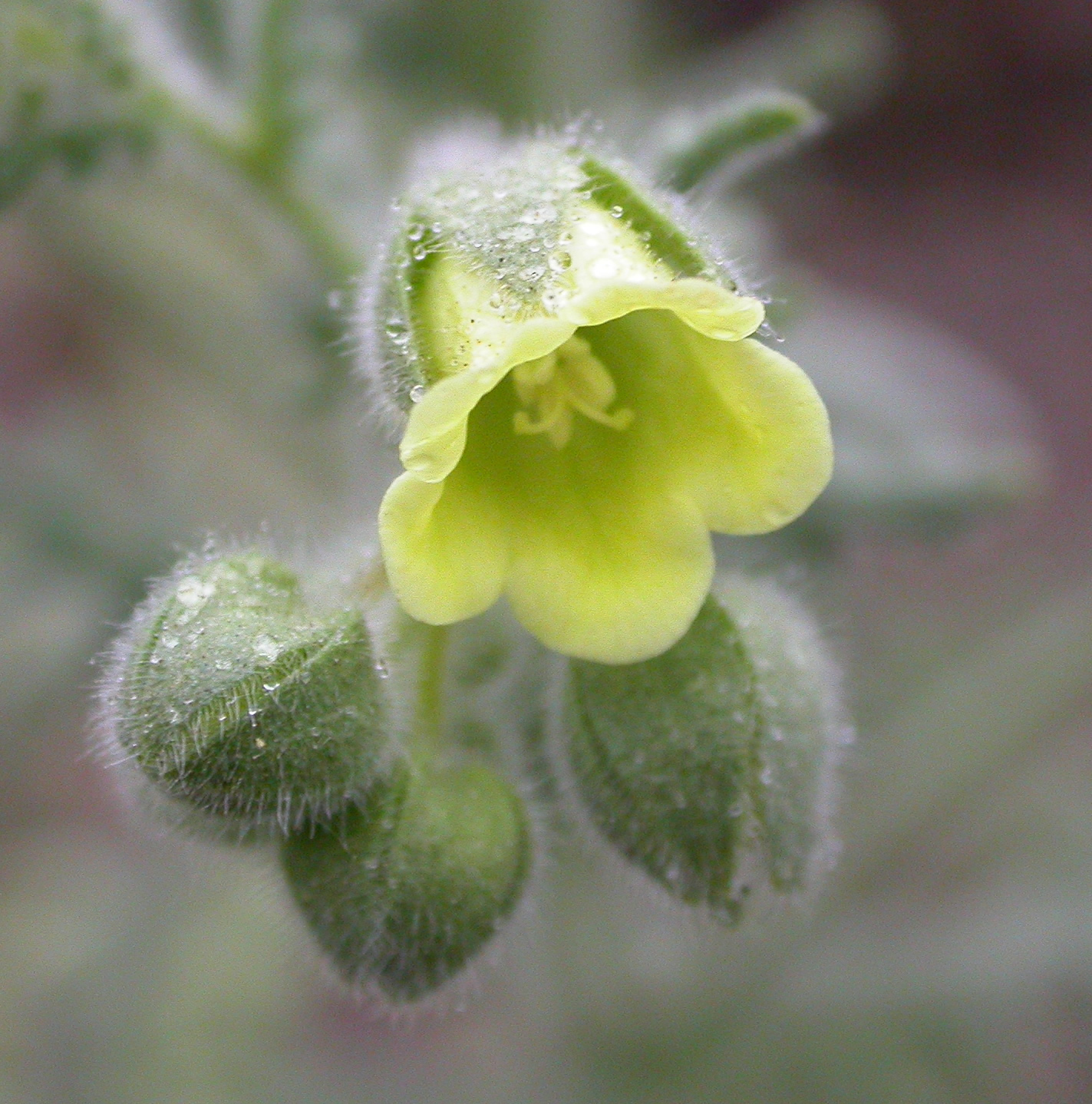
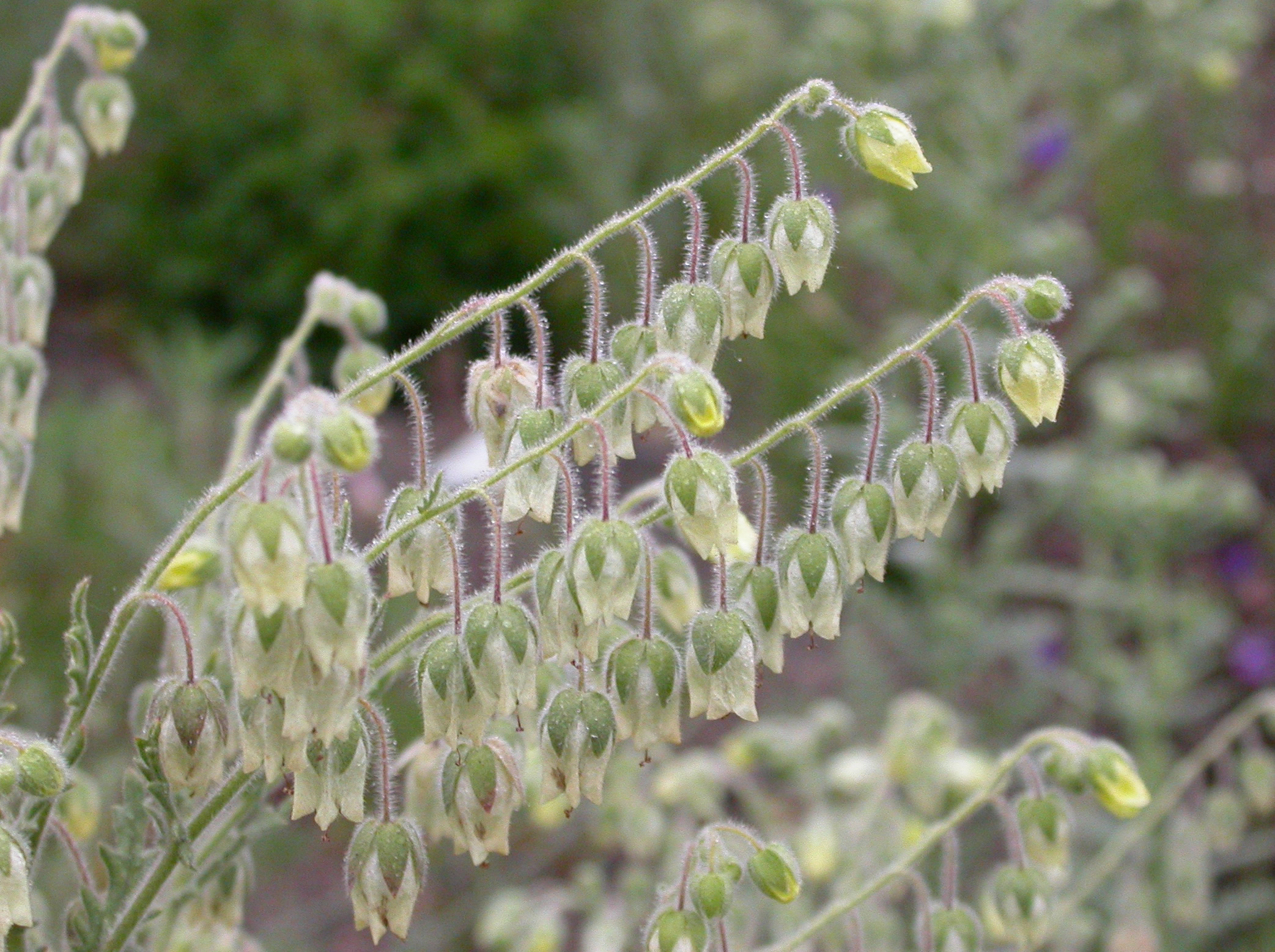
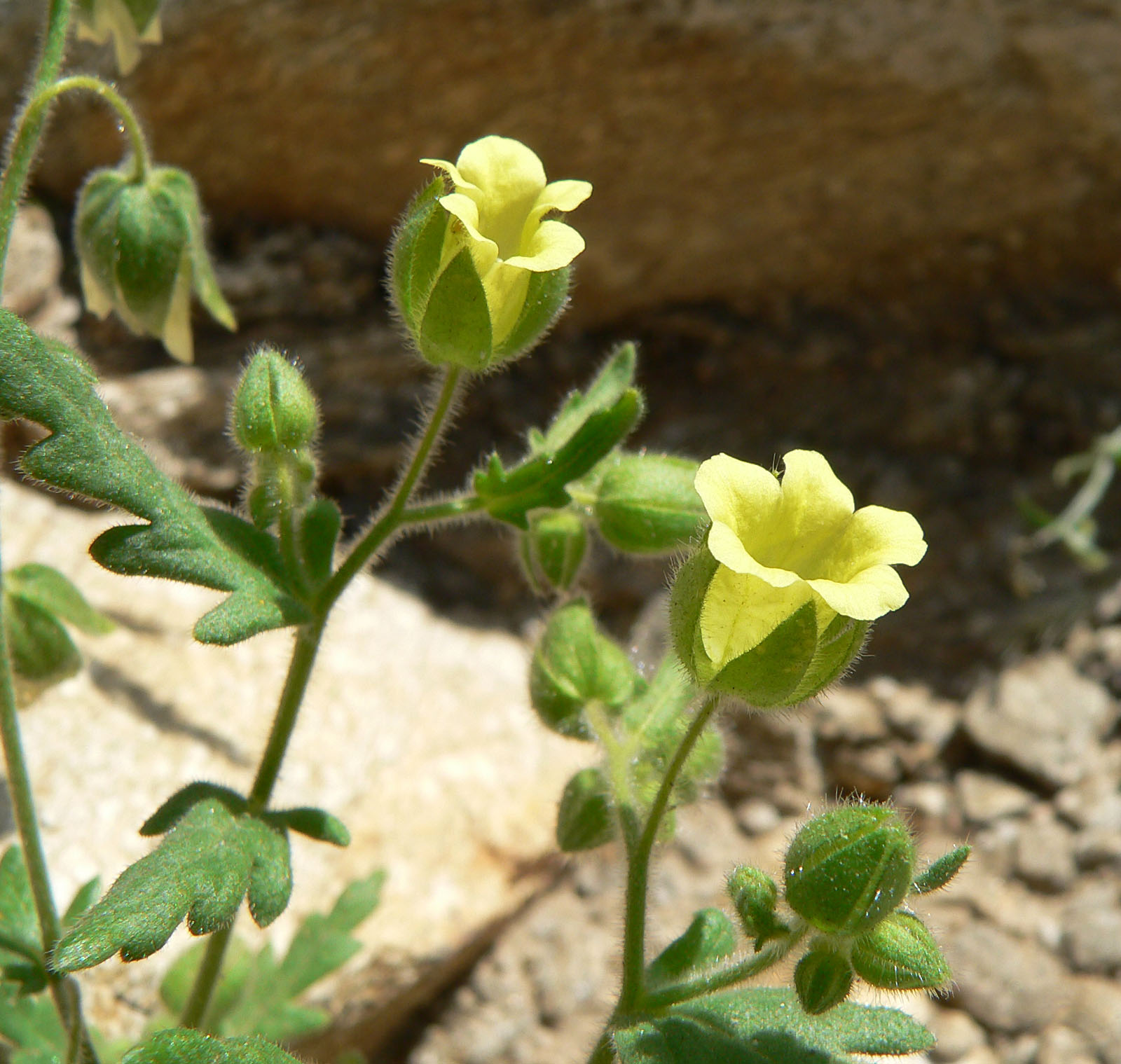
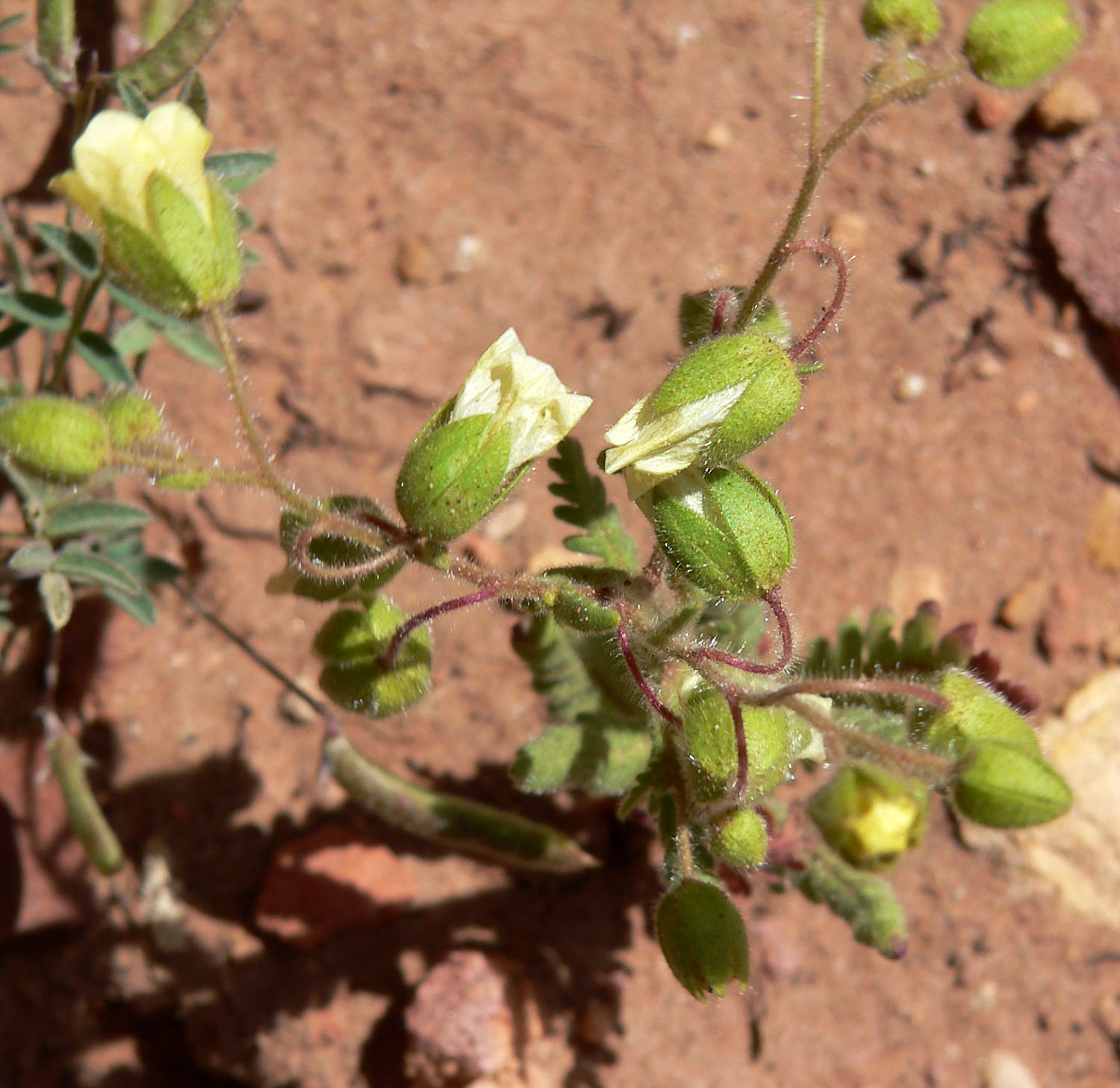
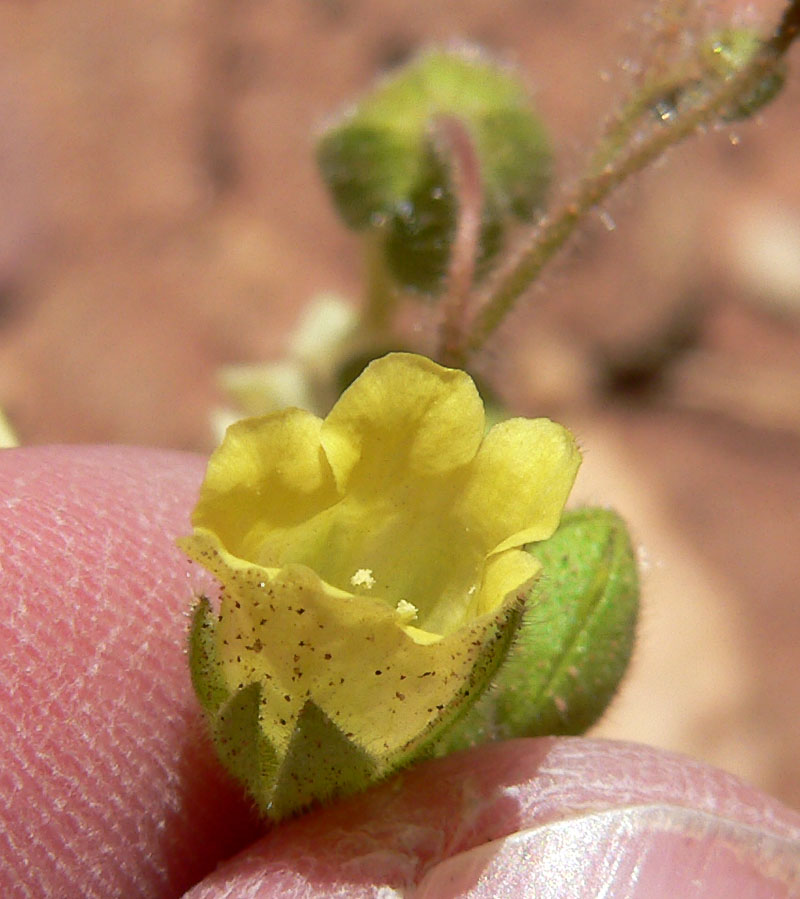